# 朝はポレポレ
『朝はポレポレ』（あさはポレポレ）は、1998年（平成10年）から2001年（平成13年）まで九州朝日放送で放送された朝のニュース・情報番組である。放送時間は月曜 - 金曜 6時45分 - 8時00分（1時間15分）。番組タイトルにある「ポレポレ」とはスワヒリ語で「マイペースでいこう」の意。慌ただしい朝の時間にペースを乱さない、邪魔にならない「○○しながら見られるテレビ」を目指した。

## 概要
12年間続いた『モーニングモーニング』の後継ぎ番組として開始。初代キャスターは、深夜番組『ドォーモ』のリポーターを務めていた武内裕之（KBCアナウンサー）と、1980年代の漫才ブームで一世を風靡した後、福岡でタレント活動をしていた川上泰生（元ヒップアップ）、そして当時入社2年目の田崎日加理（当時KBCアナウンサー）が担当した。
番組は、ニュース・天気予報・交通情報・朝刊紙面紹介・芸能情報などのコーナーを擁していたほか、毎朝JR博多駅前からの生中継を行っていた。また、それ以外にも中継車を出動させたり、視聴者からのFAXやメールを紹介したりと、機動力あるツーウェイ企画を数多く行っていた。
放送開始から1年後の1999年4月、『ドォーモ』に復帰することになった武内に替わり、夕方の報道番組『ニュースピア』を担当していた西川恵三（当時KBCアナウンサー）がメインキャスターに就任。西川は番組のプロデューサーも兼任し、報道局が番組制作に関わり、ニュース路線の濃いものにした。また、スタジオ出演者だった川上も中継キャスターを務め、放送対象エリア内各所から話題を届けていた。
番組は2001年3月に終了。その翌月からは替わって、20年以上続く情報ワイド番組『アサデス。KBC』が放送されている。番組が実施していた西田たかのりが街を放浪する「西田がぶらり」のコーナーは、『アサデス。』に受け継がれている。

## 1999年日本シリーズ・名古屋テレビとの応援合戦
1999年秋、福岡へのフランチャイズ移転後初のパ・リーグ優勝を果たした福岡ダイエーホークスが当時のセ・リーグ優勝チームである中日ドラゴンズと日本シリーズを戦った。その際、当時ドラゴンズの地元である名古屋テレビで放送されていた朝ワイド『コケコッコー』と相互乗り入れし、応援合戦を繰り広げたことがある。この時、KBCは西田たかのりが、名古屋テレビは多田木亮佑が応援隊長となった。ただ、当時は「2局相乗りのスポーツニュース」という色が強く、両局の出演者のトークもいまいち噛み合わず、罰ゲームも無い淡白なものであった。なお、この年のシリーズは4勝1敗でホークスが制し、日本一となっている。
この決戦企画が、後にスタートする『アサデス。KBC』の名物企画となった「鷹虎大決戦」（朝日放送『おはよう朝日です』との乗り入れ企画）の礎となり、罰ゲーム制の導入など多くの改良が行われ、現在でも続く人気企画となった。